# Leucothyreus conquisitor
Leucothyreus conquisitor är en skalbaggsart som beskrevs av Ohaus 1924. Leucothyreus conquisitor ingår i släktet Leucothyreus och familjen Rutelidae. Inga underarter finns listade i Catalogue of Life.